# Bratton Seymour
Bratton Seymour is een civil parish in het bestuurlijke gebied South Somerset, in het Engelse graafschap Somerset met 104 inwoners.